# Neodoxomysis sahulensis
Neodoxomysis sahulensis är en kräftdjursart som beskrevs av Murano 1999. Neodoxomysis sahulensis ingår i släktet Neodoxomysis och familjen Mysidae. Inga underarter finns listade i Catalogue of Life.